# Кубок Сантьяго Бернабеу
Кубок Сантьяго Бернабеу (ісп. Trofeo Santiago Bernabéu) — щорічний товариський турнір з футболу, який з 1979 року проводять на честь багаторічного президента іспанського клубу «Реал» (Мадрид) Сантьяго Бернабеу. Цей турнір проводять щорічно на початку сезону, наприкінці серпня або початку вересня.
З 1979 до 1984 і в 1986 році в турнірі брало участь 4 команди, проводилися півфінали, фінал і матч за третє місце. В 1985 і з 1987 року участь брав лише «Реал» та запрошений на турнір клуб.
У 2002 турнір знову приймав чотири клуби, що зробили з нагоди столітнього ювілею мадридського «Реала», заснованого 6 березня 1902 року.

## Фінали
У разі нічиєї, переможець виявлявся в серії пенальті.
| Рік  | Переможець           | Фіналіст             | Результат            |
| ---- | -------------------- | -------------------- | -------------------- |
| 2017 | Реал Мадрид          | Фіорентіна           | 2-1                  |
| 2016 | Реал Мадрид          | Реймс                | 5-3                  |
| 2015 | Реал Мадрид          | Галатасарай          | 2-1                  |
| 2014 | турнір не проводився | турнір не проводився | турнір не проводився |
| 2013 | Реал Мадрид          | Ас-Садд              | 5-0                  |
| 2012 | Реал Мадрид          | Мільйонаріос         | 8-0                  |
| 2011 | Реал Мадрид          | Галатасарай          | 2-1                  |
| 2010 | Реал Мадрид          | Пеньяроль            | 2-0                  |
| 2009 | Реал Мадрид          | Русенборг            | 4-0                  |
| 2008 | Реал Мадрид          | Спортинг (Лісабон)   | 5-3                  |
| 2007 | Реал Мадрид          | Партизан             | 2-0                  |
| 2006 | Реал Мадрид          | Андерлехт            | 2-1                  |
| 2005 | Реал Мадрид          | Збірна МЛС           | 5-0                  |
| 2004 | УНАМ Пумас           | Реал Мадрид          | 1-0                  |
| 2003 | Реал Мадрид          | Рівер Плейт          | 3-1                  |
| 2002 | Баварія (Мюнхен)     | Реал Мадрид          | 2-1                  |
| 2001 | Інтер                | Реал Мадрид          | 2-1                  |
| 2000 | Реал Мадрид          | Сантос               | 2-0                  |
| 1999 | Реал Мадрид          | Мілан                | 4-2                  |
| 1998 | Реал Мадрид          | Пеньяроль            | 4-0                  |
| 1997 | Реал Мадрид          | Португеза            | 1-0                  |
| 1996 | Реал Мадрид          | Бенфіка              | 4-0                  |
| 1995 | Реал Мадрид          | Аякс                 | 1-0                  |
| 1994 | Реал Мадрид          | Палмейрас            | 3-2                  |
| 1993 | Інтер                | Реал Мадрид          | 2-2                  |
| 1992 | Аякс                 | Реал Мадрид          | 3-1                  |
| 1991 | Реал Мадрид          | Коло-Коло            | 6-1                  |
| 1990 | Мілан                | Реал Мадрид          | 3-1                  |
| 1989 | Реал Мадрид          | Ліверпуль            | 2-0                  |
| 1988 | Мілан                | Реал Мадрид          | 3-0                  |
| 1987 | Реал Мадрид          | Евертон              | 6-1                  |
| 1986 | Динамо (Київ)        | Реал Мадрид          | 3-2                  |
| 1985 | Реал Мадрид          | Баварія (Мюнхен)     | 4-2                  |
| 1984 | Реал Мадрид          | Кельн                | 4-1                  |
| 1983 | Реал Мадрид          | Гамбург              | 3-2                  |
| 1982 | Гамбург              | Стандард             | 3-1                  |
| 1981 | Реал Мадрид          | АЗ                   | 0-0                  |
| 1980 | Баварія (Мюнхен)     | Реал Мадрид          | 1-1                  |
| 1979 | Баварія (Мюнхен)     | Аякс                 | 2-0                  |

### Число перемог
| Клуб | Переможець | Фіналіст |
| --- | ---------- | -------- |
| Реал Мадрид | 23         | 9        |
| Баварія (Мюнхен) | 3          | 1        |
| Мілан | 2          | 1        |
| Інтер | 2          | 0        |
| Аякс | 1          | 2        |
| Гамбург | 1          | 1        |
| Динамо (Київ) УНАМ Пумас | 1          | 0        |
| Рівер Плейт Андерлехт Стандард Палмейрас Португеза Сантос Коло-Коло Евертон Ліверпуль Кельн АЗ Бенфіка Спортинг (Лісабон) Партизан Русенборг Галатасарай Збірна МЛС Пеньяроль Мільонаріос | 0          | 1        |